# 1008 La Paz
1008 La Paz là một tiểu hành tinh vành đai chính. Nó được phát hiện bởi Max Wolf ngày 31 tháng 10 năm 1923. Tên ban đầu của nó là 1923 PD. Nó được đặt theo tên La Paz, Bolivia.